# 鎌田雄一郎
鎌田 雄一郎（かまだ ゆういちろう、1985年1月31日 - ）は、日本の経済学者。カリフォルニア大学バークレー校ハース経営大学院教授、NTTリサーチサイエンティスト、東京大学大学院経済学研究科グローバル・フェロー。専門はゲーム理論、政治経済学、マーケット・デザイン、意思決定理論。

## 来歴
1985年神奈川県鎌倉市生まれ、横浜市育ち。開成高校在校中には環境問題に関心があったことから東京大学理科二類および農学部に進んだが、農学部在学中にゲーム理論に関する講義を偶然空き時間を充てて履修したことが契機となり経済学者を志すようになった。2007年東京大学農学部卒業後、ハーバード大学に進学し、2012年に同大学よりPh.D.を取得。指導教官はドリュー・フューデンバーグ。イェール大学コウルズ財団研究員(2012年-2013年)を経て、2013年よりカリフォルニア大学バークレー校ハース経営大学院助教授。三児の父。

### 年譜
- 2003年 開成高校卒業
- 2007年 東京大学農学部卒業
- 2012年 ハーバード大学経済学部よりPh.D.取得
- 2012年-2013年 イェール大学コウルズ財団ポストドクタルアソシエイト
- 2013年-2019年 カリフォルニア大学バークレー校ハース経営大学院助教授[6]
- 2019年 カリフォルニア大学バークレー校ハース経営大学院准教授
- 2022年 『雷神と心が読めるヘンなタネ──こどものためのゲーム理論』でサントリー学芸賞受賞。子ども向けの啓蒙書の受賞はきわめて異例。

## 著作

### 著書
- 『ゲーム理論入門の入門』（岩波書店〈岩波新書〉, 2019年）
- 『16歳からのはじめてのゲーム理論──"世の中の意思決定"を解き明かす6.5個の物語』（ダイヤモンド社, 2020年）
- 『雷神と心が読めるヘンなタネ──こどものためのゲーム理論』（河出書房新社, 2022年）

### 主要論文
- Yuichiro (2010). “Strongly Consistent Self-Confirming Equilibrium”. Econometrica 78 (2):  823-832.
- Yuichiro Kamada; Scott D. Kominers (2009). “Information Can Wreck Cooperation: A Counterpoint to Kandori (1992)”. Economics Letters 107 (2):  112-114.
- 鎌田雄一郎; 小島武仁; 和光純 (2011). “マッチング理論とその応用:研修医の「地方偏在」とその解消”. 医療経済研究 23 (1):  5-19.
- Yuichiro Kamada; Fuhito Kojima (2013). “Stability and Strategy-Proofness for Matching with Constraints: A Problem in the Japanese Medical Matching and Its Solution”. American Economic Review Papers & Proceedings 102 (3):  366-370.
- Yuichiro Kamada; Attila Ambrus; Eduardo Azevedo (2013). “Hierarchical cheap talk”. Theoretical Economics 8 (1):  233-261.
- Yuichiro Kamada; Fuhito Kojima (2013). “The Equivalence Between Costly and Probabilistic Voting Models”. Games and Economic Behavior 80:  179-185.
- Yuichiro Kamada; Attila Ambrus; Eduardo Azevedo; Yuki Takagi (2013). “Legislative committees as information intermediaries: a unified theory of committee selection and amendment rules”. Journal of Economic Behavior & Organization 94:  103-115.
- Yuichiro Kamada; Fuhito Kojima (2014). “Voter Preferences, Polarization, and Electoral Policies”. American Economic Journal: Microeconomics 6 (4):  203-236.
- Yuichiro Kamada; Riccardo Calcagno; Stefano Lovo; Takuo Sugaya (2014). “Asynchronicity and Coordination in Common and Opposing Interest Games”. Theoretical Economics 9 (2):  409-434.
- Yuichiro Kamada; Drew Fudenberg (2014). “Rationalizable Partition-Confirmed Equilibrium”. Theoretical Economics.
- Yuichiro Kamada; Fuhito Kojima (2015). “Efficient Matching under Distributional Constraints: Theory and Applications”. American Economic Review 105 (1):  67-99.
- Yuichiro Kamada; Ryota Irijima (2016). “Social Distance and Network Structures”. Theoretical Economics.
- Yuichiro Kamada; Michihiro Kandori (2020). “Revision Games”. Econometrica 88 (4):  1599-1630.